# 브랜던 우드
리처드 브랜던 우드(Richard Brandon Wood, 1985년 3월 2일 ~ )는 미국의 프로 야구 선수로, 메이저 리그 전 피츠버그 파이리츠의 내야수로 뛰고 있으며, 우투우타이다.